# Van Gogh (banda)
Van Gogh es un grupo serbio de música rock fundado en 1986, una de las más populares bandas de rock en Serbia después de la época yugoslava. El grupo se compone por Zvonimir Đukić "Đule" (voces y guitarra), Dejan Ilić (bajo) y Srboljub Radivojević "Srba" (batería).
Alcanzó la mayoría de sus éxitos en los años 1990. Van Gogh ganó el premio al Mejor Acto Adriático de MTV Europe Music Awards 2007.

## Discografía
- Van Gogh - 1986
- Svet je moj - 1991
- Strast - 1993
- Hodi - 1996
- Opasan ples - 1999
- DrUnder - 2002
- Kolo - 2006

- Datos: Q1272723
- Multimedia: Van Gogh (music group) / Q1272723